# Kangchendzönga-Westgipfel
Der Kangchendzönga-Westgipfel (englisch Kanchenjunga West, auch als Yalung Kang bekannt) ist ein 8505 m hoher Nebengipfel des Kangchendzönga, des im Himalaya gelegenen und mit 8586 m dritthöchsten Berges der Erde.
Der Gipfel liegt 1,11 km westlich des Kangchendzönga-Hauptgipfels. Der Berggrat setzt sich nach Westen zum Kangbachen fort. An der Nordflanke strömt der Kangchendzöngagletscher, an der Südflanke der Yalunggletscher.
Die Erstbesteigung des Gipfels erfolgte im Jahr 1973 durch die Japaner Yutaka Ageta und Takao Matsuda. 1980 wurde der Berg erstmals ohne Flaschensauerstoff bestiegen.